# Thecotheus uncinatus
Thecotheus uncinatus är en svampart som tillhör divisionen sporsäcksvampar, och som beskrevs av Aas. Thecotheus uncinatus ingår i släktet Thecotheus, och familjen Ascobolaceae. Arten är reproducerande i Sverige.